# Минхас, Рашид
Рашид Минхас (англ. Rashid Minhas), родился в Карачи в 1951 году. Погиб во время третьей индо-пакистанской войны. Посмертно награждён высшей военной наградой Пакистана — Нишан-я-Хайдер. Является самым молодым военнослужащим и единственным лётчиком получившим столь высокую награду.

## Биография
Рашид родился в многодетной семье, у него было три сестры и два брата. В подростковом возрасте он читал книги о великих людях, таких как Уинстон Черчилль и Авраам Линкольн. Его любимым писателем был Невил Шют.
Среднюю школу окончил в Равалпинди. Затем поступил в Университет Карачи, где изучал историю авиации. В 1971 году вступил в ряды военно-воздушных сил Пакистана.

## Участие в индо-пакистанской войне
20 августа 1971 года, Рашид Минхас совершил свой первый и последний полёт. Он взошёл на борт самолёта и занял место рядом с инструктором — Матиуром Рехманом. Тренировочный самолёт Lockheed T-33 Shooting Star поднялся в воздух. Внезапно Матиур Рехман приказал Рашиду изменить курс самолёта и лететь в сторону Индии. Пакистанский офицер Рехман оказался завербованным индийской разведкой и хотел передать засекреченные документы военно-воздушных сил Пакистана. Без колебаний Рашид Минхас отказал Рехману, между ними завязалась потасовка. Минхас попытался сохранить управление самолётом, но ему это не удалось так как соперник отличался отличной физической подготовкой. В последний момент Рашид успел направить самолёт в сторону земли — Lockheed T-33 разбился возле города Татта, в провинции Синд.